# Nito Farace
Salvador Pablo Farace, también conocido como Nito Farace, era un violinista argentino nacido en Arroyo Seco, en Santa Fe. Además de trabajar como violinista, también era director, arreglador y compositor.

## Primeros años e inicios de carrera
Farace nació en 1912 en Arroyo Seco. De niño, se inició en la música gracias a sus tías, las cuales festejaban sus cumpleaños con un baile en el que un amigo tocaba el acordeón. Su padre inicialmente se negó a comprarle el violín que le gustaba porque no había ningún profesor en el pueblo. No obstante, logró aprender solfeo gracias al líder de la banda del pueblo y, más adelante, aprendió a tocar el violín de otro maestro. Durante un tiempo, tocó en un cuarteto local, junto a un pianista, bandoneonista y cantante. Luego se integró en un grupo rosarino, que le ayudó a establecerse allí.

## Carrera
En el año 1937, Farace se unió a toda clase de grupos musicales, como Barbato-Abatti y Los Provincianos (donde hizo sus primeros arreglos). Unos años después, formó una orquesta de tangos, pero no pudo estrenar debido a un conflicto gremial. En 1947, se incorporó a un conjunto dirigido por Miguel Caló, en el que estuvo hasta 1951. Además, hizo una gira por Mendoza junto al grupo de Manuel Buzón. En 1953, integró la orquesta de Aníbal Troilo para la representación de su obra El patio de la morocha. Cuando el pianista Carlos Figari abandonó la orquesta, se fue con él. Después de esto, volvió con Troilo, al que acompañó hasta su última actuación. En 1976, acompañó a Leopoldo Federico al Japón. Por último, en 1977, se hizo miembro de la agrupación de Antonio Agri.

## Discografía y canciones
- Cuando llegue el invierno, invitado por Osvaldo Fresedo y el cantante Carlos Barrios en diciembre de 1953.
- "Yo no digo todas", tango con la orquesta Echagüe-Laborde y editado por Philips en 1957.
- Exposición de Tangos, larga duración lanzado en diciembre de 1966 con varios cantantes.
- "Hernán se fue", tango inédito dedicado a la memoria de Hernán Oliva en 1988.
- "El viejo Moffa", trabajo inédito en recuerdo de un peluquero y músico de su pueblo. Datado en 1989.